# 盔甲龙属
盔甲龙（属名：Loricosaurus，意为“装甲蜥蜴”）是蜥脚类恐龙的一个属且仅含单个物种。它是种生存于大约7100万年前晚白垩世末马斯垂克阶早期的泰坦巨龙类，化石发现于阿根廷内乌肯省的艾伦组。由于保存了装甲，其最初被认为是种甲龙类，但现在认为这些装甲属于一只泰坦巨龙类。

## 装甲
盔甲龙的装甲造成了一些争议。休尼首次描述它时将其视为一只甲龙类，后来发现其属于泰坦巨龙类而非甲龙类。目前认为其可能属于内乌肯龙或萨尔塔龙。

## 物种
1929年冯·休尼根据阿根廷发现的一些皮内成骨描述了盔甲龙。目前认为模式种护盾盔甲龙（Loricosaurus scutatus）可能是内乌肯龙的异名。